# Моссад ле-Алия Бет
Моссад ле-Алия Бет (ивр. המוסד לעלייה ב'‎) — организация, в задачи которой входила нелегальная иммиграция евреев в Палестину во время Британского мандата (Алия Бет), а после провозглашения Израиля в мае 1948 года — помощь евреям в репатриации в Израиль из тех стран, где такой выезд был затруднён. Кроме того, после окончания Второй мировой войны члены организации занимались закупкой оружия для подпольной организации еврейской самообороны «Хагана» — будущего ядра израильской армии.

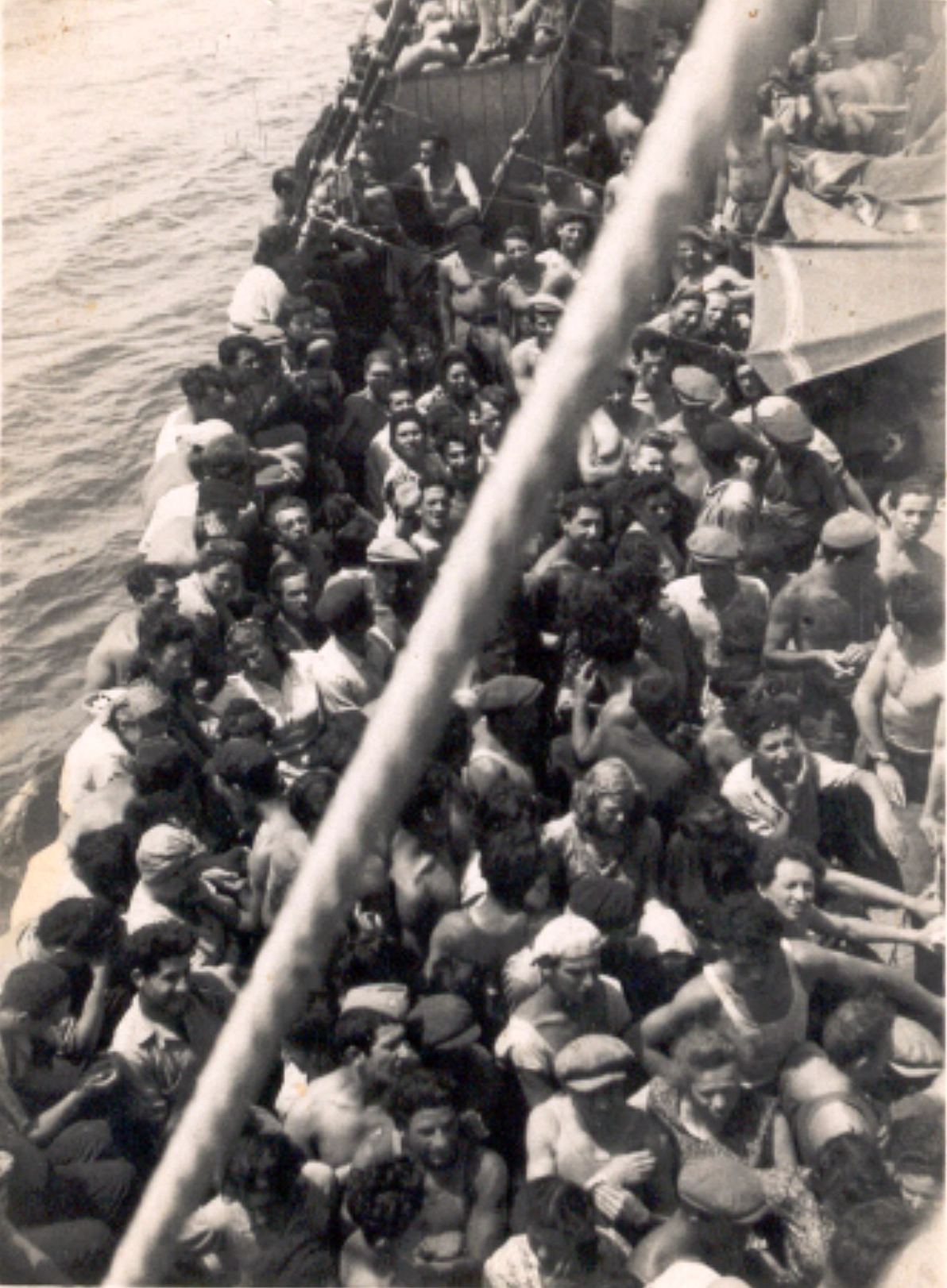
Корабль нелегальных иммигрантов Ghetto Fighters, май 1947 года

Создана в 1937 году (по другим данным — в 1939 году). До провозглашения Израиля в 1948 году нелегально перевезла в Палестину 75 тысяч евреев.
Деятельность «Моссад ле-Алия Бет» началась с открытия своих отделений в европейских портовых городах — где можно было арендовать суда для перевозки еврейских беженцев. С началом Второй мировой войны и получением информации о преступлениях нацистов против евреев деятельность организации резко активизировалась — евреев вывозили из всей оккупированной Европы.
Некоторая часть репатриантов добиралась до Израиля пешком — через Сирию и Ливан. Там также действовали подпольные группы «Моссад ле-Алия Бет».
С апреля 1945 года по январь 1948 года «Моссад ле-Алия Бет» отправила в Палестину из Европы 63 корабля. На их бортах находилось около 25 000 беженцев. 58 кораблей было перехвачено британцами, и только 5000 иммигрантов удалось добраться до Палестины.
Кроме доставки нелегальных иммигрантов агенты «Моссад ле-Алия Бет» после Второй мировой войны занимались также закупкой оружия для «Хаганы» — военизированной организации, которая стала основой израильской армии.
В марте 1951 года «Моссад ле-Алия Бет» была ликвидирована по решению израильского правительства. После ликвидации «Моссад ле-Алия Бет» для помощи в выезде евреям из СССР и стран Восточного блока было создано Бюро по связям с евреями «Натив», а аналогичные функции в отношении других стран были возложены на внешнюю разведку «Моссад».
«Моссад ле-Алия Бет» и «Натив» до 1970 года руководил Шауль Авигур.